# Steinkiste von Fyrkilde
Die Steinkiste von Fyrkilde stammt aus der Eisenzeit. Sie liegt bei Haverslev in der Rebild Kommune in Himmerland in der dänischen Region Nordjylland.
Die Steinkiste (dänisch Hellekiste) besteht aus neun schweren Steinen, zwei große Steine auf jeder der vier Seiten und ein kleinerer in der nordöstlichen Ecke. Die Länge beträgt innen etwa 2,0 m und die Breite 1,6 m. Die 0,8 m tiefe Steinkiste ist Ost-West orientiert. Ihr Boden ist gepflastert. Gefunden wurden sechs Urnen und ein goldener Fingerring. Die Kiste ist auf einer Fläche von 5,0 × 6,0 m eingezäunt.